# سينثيا ريتشاردز
سينثيا ريتشاردز (بالإنجليزية: Cynthia Richards)‏ هي مغنية جامايكية، ولدت في 1944.